# Andrónico III Paleólogo
Andrónico III Paleólogo (en griego: Ανδρόνικος Γ' Παλαιολόγος; 25 de marzo de 1297-15 de junio de 1341), fue emperador bizantino desde 1328 hasta su muerte. Fue hijo de Miguel IX y de la princesa Rita de Armenia.
Durante su juventud, su comportamiento fue tan violento que, tras la muerte de su padre Miguel en 1320, su abuelo Andrónico II decidió desposeerlo de su derecho al trono. Andrónico se rebeló, pues contaba con un poderoso grupo de apoyos, y se inició una guerra civil cuya primera fase acabó con su coronación y aceptación como coemperador de su abuelo en 1325. Las disputas se reiniciaron y, a pesar del apoyo de los búlgaros, el viejo emperador se vio obligado a abdicar en 1328.
Su primer ministro durante esta época fue Juan Cantacuzeno, que luego reinaría como Juan VI. Durante su reinado, Andrónico III estuvo casi constantemente en guerra, sobre todo con los turcos otomanos, que expandieron su territorio, conquistando casi toda Asia Menor antes de la llegada al poder de Andrónico. En su reinado, Nicea cayó en manos del emir otomano Orhan I en 1331, y Nicomedia en 1337. Tras estas pérdidas, sólo Filadelfia y algunos puertos siguieron estando bajo control bizantino. Andrónico anexionó gran parte de Tesalia y de Epiro, pero se perderían pocos años después de su muerte, durante un nuevo período de guerra civil, arrebatados por el creciente poder de Serbia bajo Stefan Dusan. También reorganizó la armada y recuperó Focea y Quíos que estaban en manos de los genoveses. Murió en 1341, y fue sucedido por su hijo Juan V Paleólogo.

## Primeros años
Andrónico nació en Constantinopla el 25 de marzo de 1297, el 38 cumpleaños de su abuelo paterno el emperador bizantino Andrónico II Paleólogo.[cita requerida] Su padre, Miguel IX Paleólogo, comenzó a reinar como coemperador desde 1294.
En marzo de 1318, Andrónico se casó con Irene de Brunswick, hija de Enrique I, duque de Brunswick-Grubenhagen. Alrededor de 1321 ella dio a luz a un hijo, que murió en la infancia.
En 1320, Andrónico causó accidentalmente la muerte de su hermano Manuel, después de lo cual su padre murió de pena. El homicidio y el comportamiento generalmente disoluto de Andrónico y su camarilla, en su mayoría jóvenes vástagos de los grandes clanes aristocráticos del Imperio, dieron lugar a una profunda grieta en las relaciones entre el joven Andrónico y su abuelo, que aún reinaba como Emperador.
El emperador Andrónico II repudió a su nieto, quien luego huyó de la capital y reunió a sus partidarios en Tracia y comenzó a reinar como emperador rival en 1321. Andrónico libró la intermitente guerra civil bizantina de 1321-28 contra su abuelo, que le concedió reinar como el coemperador Andrónico III.
La emperatriz Irene murió el 16/17 de agosto de 1324 sin hijo sobreviviente. Teodora Paleóloga, hermana de Andrónico III, se casó con el nuevo zar Miguel Shishman de Bulgaria en 1324. Andrónico III, entonces viudo, se casó con Ana de Saboya en octubre de 1326. En 1327 dio a luz a María (rebautizada Irene) Paleóloga.
En 1327, Andrónico III concluyó el Tratado de Chernomen, una alianza con el zar Miguel Shishman de Bulgaria contra Stephen Uroš III Dečanski de Serbia de Serbia. La guerra civil bizantina estalló nuevamente y finalmente condujo a la deposición en 1328 del emperador Andrónico II, quien se retiró a un monasterio.

## Reinado
Al momento de la ascensión al trono de Andrónico III, el 24 de mayo de 1328, el Imperio bizantino se encontraba en un estado precario: los movimientos de los ejércitos habían comprometido la producción agrícola, la moneda se había devaluado y los territorios vasallos de Tesalia y Epiro habían recuperado su independencia.

### La reforma judicial
Consciente de la corrupción del sistema administrativo y la debilidad del sistema judicial, en 1329 se lanzó a realizar una reforma judicial que, en su contenido, se propuso como continuación y revisión de la adoptada por Andrónico II en 1296.
Se estableció un tribunal supremo integrado por cuatro jueces supremos, los κριταὶ καθολικοὶ, dos eclesiásticos y dos laicos, que tenían la tarea de validar todos los fallos del imperio, expresando un juicio irrevocable y definitivo; en esencia, se creó un órgano similar para funciones al actual tribunal de casación, con el objetivo de combatir los intereses privados en los actos oficiales y limitar el peso de los poderosos locales en los tribunales.
La institución de los jueces supremos, aunque no siempre garantizaba juicios justos (por ejemplo en 1337 fueron destituidos tres jueces por corrupción), fue fundamental para garantizar un ordenamiento jurídico más flexible y atento a las necesidades locales: de hecho, pronto se estableció que los jueces tendrían que desplazarse a los distintos juzgados y que la presencia de uno de ellos fuera suficiente para dictar sentencia en nombre y representación de todo el cuerpo; en los años siguientes se establecieron tribunales territoriales en Tesalónica, Morea, Serres y Lemnos.

### La pérdida de Asia Menor

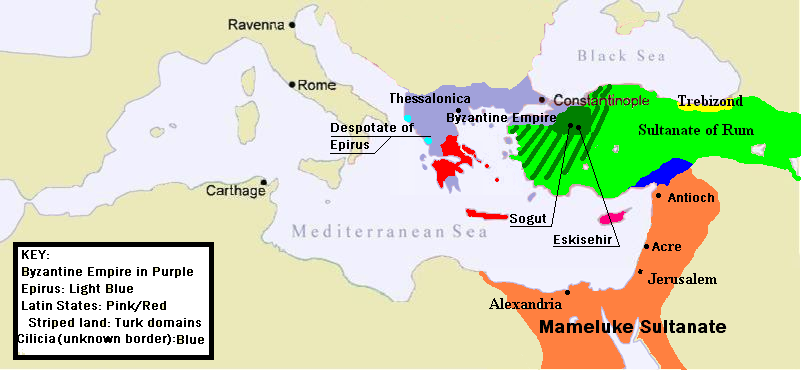
Bizancio al comienzo del reinado de Andrónico III.

Una de las razones del conflicto durante la corregencia entre abuelo y nieto había sido la estrategia a ser adoptada en Asia Menor, donde los turcos otomanos ya habían completado la conquista de Bitinia excepto por el territorio que domina las ciudades de Nicomedia y Nicea.
Habiendo ascendido al trono, Andrónico III intentó por todos los medios evitar la pérdida de las últimas posesiones duplicando el número del ejército, pero ya era demasiado tarde.
En 1329, el sultán Orhan sitió Nicea, la ciudad de la que los bizantinos habían partido para vengarse después de la cuarta cruzada; el emperador, con el apoyo del confiado Juan Cantacuceno, recién nombrado megas domestikos, se dirigió al frente con un fuerte ejército de 4.000 soldados, para romper el asedio.
El 10 de junio, después de tres días de marcha y confiando en la sorpresa, los bizantinos, liderados por el emperador y el propio megas domestikos, atacaron al ejército otomano acampado en Pelecano: en el primer día de enfrentamientos, las tropas bizantinas lograron forzar a las fuerzas otomanas, que ascienden a 8.000 hombres, a retirarse; al día siguiente, sin embargo, justo antes de la retirada de los bizantinos, los turcos reanudaron la batalla y lograron herir levemente al propio Basileus; cuando la noticia se difundió algunos destacamentos, presas del pánico, se retiraron y así los otomanos lograron obtener la victoria.
Después de dos años de asedio, Nicea capituló y, aunque una parte de la población se refugió en Tracia, la mayor parte se incorporó al estado otomano, lo que hizo prácticamente imposible cualquier otra campaña de reconquista. En 1333 se estipuló una tregua en virtud de la cual los bizantinos se comprometerían a pagar impuestos a cambio de la seguridad de las costas, pero incluso este acuerdo duró poco y cuatro años después también cayó Nicomedia.
Así, con la excepción de unas pocas fortalezas en el Mar de Mármara y el enclave de Filadelfia, se perdió toda Asia Menor.

### Campañas en el Mar Egeo
Incluso en el Egeo la situación política estaba en fuerte deterioro: durante los años anteriores, de hecho, el Imperio Bizantino, sustancialmente sin armada, se había visto obligado a ceder posiciones importantes en manos de señores locales autónomos y de los genoveses que había tomado posesión de numerosas islas, incluida Quíos, y de la ciudad de Focea, estratégica para las muy ricas y lucrativas minas de alumbre.
En este sentido, el programa del emperador se basó simplemente en la reconstrucción de la flota solicitando contribuciones sustanciales de la clase aristocrática, incluso a costa de garantizar importantes contrapartes políticas, y en la redefinición de los acuerdos con la República de Génova.
Tras haber rearmado una flota de treinta o cuarenta navíos y tras haber conseguido el apoyo del Emir de Aydin Umur Bey, en una alianza anti-genovesa, el emperador inició la contraofensiva: en 1329, aprovechando una revuelta en contra del señor genovés de la isla, Martino Zaccaria, los bizantinos conquistaron la isla de Chios, instalando a León Caloteto como su administrador, y luego también la ciudad de Focea, asegurando el apoyo de su señor Andreolo Cattaneo.
La república marítima, por supuesto, reaccionó enviando una flota a conquistar la isla de Lesbos que cayó en sus manos; la respuesta imperial fue rápida: el distrito de Galata fue puesto bajo control imperial y sus murallas fueron demolidas mientras que poco después de Lesbos, gracias al apoyo de Umur Bey, fue reconquistada.

### Guerra contra Bulgaria
En los Balcanes, mientras tanto, persistían las hostilidades entre Serbia y Bulgaria, que se habían prolongado desde la guerra civil; en cualquier caso, el poder de Esteban Uroš III Dečanski no admitía competidores: el 28 de julio de 1330 en Velbazhd, los serbios derrotaron completamente a los búlgaros matando a su soberano, Miguel Sisman, y asumiendo el protectorado sobre el estado. Asimismo, Teodora, hermana de Andrónico y viuda de Miguel, fue expulsada del país mientras que la repudiada hermana de Esteban Decansky fue reinstalada en Bulgaria y trasladada al palacio donde asumió el papel de reina madre en nombre de su hijo Ivan Esteban de Bulgaria.
Ansioso por vengar a su hermana, Andrónico III no reconoció al nuevo gobierno y ocupó casi todo el norte de Tracia y las ciudades portuarias de Anchialo y Mesembria; al año siguiente los búlgaros depusieron a Ivan Esteban y lo reemplazaron por Ivan Alejandro, sobrino de Miguel Sisman que, sin embargo, decidió cerrar el conflicto con los serbios y reanudar el contra los bizantinos.
La batalla de Rusokastro tuvo lugar el 18 de junio de 1332: el ejército búlgaro, con más de 11.000 soldados, derrotó a los 3.200 hombres del emperador; por tanto, se estipuló un acuerdo de paz sobre cuya base los bizantinos habrían renunciado a las conquistas realizadas el año anterior.

### Conflicto con Serbia
Además de la guerra en Bulgaria, Andrónico III también enfrentó el expansionismo serbio. De hecho, en 1334, tras la deserción de Sirgiano Paleólogo, los serbios invadieron Macedonia, conquistaron las ciudades de Ohrid, Prilep, Strumica y Kastoria y lograron avanzar hasta las puertas de Tesalónica donde el propio Sirgiano fue asesinado.
La muerte del renegado permitió a los bizantinos romper su red de complicidades y alianzas pero no reanudar el conflicto, para el que, una vez más, el imperio de Andrónico III no estaba preparado y al que no podía afrontar.
Esto llevó a un encuentro personal entre el rey serbio Esteban Dusan y Andrónico III en el que se estableció un tratado de paz: los serbios se retiraron de Tesalia pero conservaron una parte de Macedonia con Ohrid, Prilep y Strumica.

### Las conquistas de Epiro y Tesalia
Así silenciados los conflictos con Serbia y Bulgaria, Andrónico se dispuso a hacer campaña contra los estados separatistas en Grecia.
En 1333 murió el señor de Tesalia Esteban Gabrielópulo y la región cayó en el caos político; en ese momento, el gobernador bizantino de Tesalónica, Juan Monomaco, siguiendo la indicación del basileus, invadió y sometió Tesalia, ampliando las fronteras del imperio hasta el ducado catalán de Atenas.
Sin embargo, a la iniciativa se opusieron tanto las tribus albanesas como el déspota de Epiro, Juan Orsini, que intentó oponerse a la anexión bizantina: Juan Orsini, fue fácilmente derrotado y, al final, incluso las tribus albanesas del oeste de Tesalia hicieron un acto de sumisión al basileus.
Unos meses más tarde Juan murió en circunstancias sospechosas y el dominio en el principado fue asumido por su esposa Ana Paleóloga, en nombre y representación de su hijo menor Nicéforo II pero que sin embargo tuvo que aceptar la supremacía del emperador.
Dos años después, Andrónico III, después de haber reprimido una revuelta de las tribus albanesas, invadió Epiro, conquistó su capital y la unió al imperio: así terminó la experiencia autonomista del despotado de Epiro y la región fue sometida, precisamente como Tesalia, bajo el gobierno bizantino directo.
Unos meses más tarde estalló una revuelta separatista en Epiro, orquestada por los angevinos, pero no tuvo éxito: Arta fue conquistada por los alborotadores pero las otras ciudades permanecieron fieles al gobierno; unas semanas más tarde, el gobernador de Tesalónica, Juan Angelo, retomó el control de todo el territorio, mientras que el antiguo gobernante Nicéforo II fue puesto en un exilio dorado pero bajo vigilancia en Constantinopla.
La conquista de Epiro fue el último éxito del Imperio bizantino, ya que concluyó el último producto institucional de la destrucción que siguió a 1204 y garantizó la reunificación de todo el mundo de habla griega. Unas semanas más tarde, los feudos cruzados de Grecia abandonaron su lealtad a los angevinos y realizaron un acto de sumisión al emperador, que había logrado asegurar el control directo de la parte más meridional de los Balcanes y volver a aparecer en las costas jónica y adriática así como los egeos y eusine.

## Muerte
Andrónico III murió repentinamente en 1341, dejando heredero a su hijo Juan, un niño de diez años.
Su reinado, a pesar de la pérdida de Asia Menor, marcó el último destello de luz en la vida del imperio: la reconstrucción de la flota permitió recuperar posiciones importantes en el Egeo mientras que las conquistas en Grecia devolvieron el imperio a sus fronteras anteriores a la cuarta cruzada y permitió restaurar un estado unitario y cohesionado.
Este éxito, sin embargo, fue efímero ya que, debido a las continuas disputas internas dentro del consejo de regencia, estalló una larga y sangrienta guerra civil que habría destruido definitivamente el Imperio bizantino.